# 阿尔德韦拉德佩里亚涅斯
阿尔德韦拉德佩里亚涅斯，是西班牙卡斯蒂利亚-莱昂索里亚省的一个市镇。总面积28平方公里，总人口40人（2001年），人口密度1人/平方公里。